# 芹澤名人
芹澤 名人（せりざわ めいじん、1958年2月10日 - ）は日本の俳優、元お笑い芸人。本名は芹澤 常夫（せりざわ つねお）。芹澤 新名義で活動することもある。
以前はたけし軍団に所属していた。現在はイイジマルームに所属している。
弟はプロゴルファーの芹澤信雄。俳優業のほか、PGAティーチングプロ（レッスンプロゴルファー）A級のライセンスを取得しており、ゴルフ界でも活動するなど、多様多種な展開をしている。

## 概要
静岡県御殿場市出身。日本大学在学中に演劇集団 円の演劇研究所に入り、「芹澤直也」名義でテレビドラマに端役として出演するなど、俳優を志していた。しかし、ビートたけしに次第に惹かれ、1985年に入門を志願。当初、たけしは彼に対して特に関心を持たなかったものの、彼の実弟がプロゴルファーの芹澤信雄である事を知り、彼を受け入れる。結局、曖昧な立場のままたけし軍団に関わることとなり、主にゴルフに行く際に、たけしの運転手を務める。その後は『スーパージョッキー』を始めとするたけし主演の様々な番組に出演。また、たけしが監督を務める映画作品にもしばしば登場し、俳優としての顔も見せる。
俳優業の傍ら、実弟である信雄のキャディーを引き受ける事が多い。信雄が優勝した際には兄弟で喜びを分かち合った。
芸名は、同じ芹澤姓（血縁関係は無し）の将棋棋士・芹沢博文がテレビのバラエティ番組などで「芹沢名人」の愛称で呼ばれていた事に由来するが、自身は日本将棋連盟をはじめとする将棋界との接点を一切もっていない。また芹沢博文は将棋界において名人戦の本戦リーグに相当する順位戦A級に2期在席したが、名人位を獲得したことは無く、名人に挑戦したことも無い。

## 出演

### テレビドラマ
- 太陽にほえろ!（NTV）
  - 第525話「石塚刑事殉職」（1982年）- 南郷開発工員 役
  - 第570話「遠い想い出」（1983年）- 石山 役
  - 第581話「逃げない男」（1983年）- 路上のアクセサリー売り 役
  - 第595話「マミー激走!」（1984年）- 田島豊 役
  - 第642話「ハワイアン・コネクション」（1985年）- 氷川丸船員 役
  - 第678話「山村刑事の報酬なき戦い」（1986年）- 佐竹稔 役
- 火曜サスペンス劇場『張り子の虎』（1983年8月23日、NTV）
- 新大江戸捜査網 第21話「深川隠れ宿無頼帖」（1984年8月25日、TX）- 友蔵 役
- 京都サスペンス『曲水の宴・華やかな殺意』（1988年11月、KTV / 東映）- 北川 役
- 快体新書（TBS）
- 渡る世間は鬼ばかり（第二シリーズ、TBS）‐ 遠山孝男 役
- 太平記（1991年、NHK総合 大河ドラマ）- 細川頼春 役
- 名奉行 遠山の金さん 第4シリーズ 第21話「地獄から帰ってきた女」（1992年5月21日、ANB / 東映）- 辰之助 役
- 逃亡者（1992年、CX）
- 愛の劇場『ママ! 走れ』（1992年、TBS）
- 浮浪雲（1990年、TBS）
- もう涙は見せない（1993年、CX）
- 大忠臣蔵（1994年、TBS）
- 魔の季節（1995年、TBS）
- もういちど家族（1995年、TBS）
- オトナの男（1997年） - 清水博 役
- 月曜ドラマスペシャル『探偵 左文字進2・汚れた勲章』（2000年、TBS）- 富永 役
- First Love（2002年、TBS）
- 真夜中の雨（2002年、TBS）
- GOOD LUCK!!（2003年、TBS）
- 砂の器（2004年）‐ 野口信吾 役
- 救命病棟24時 第3シリーズ　第8話（2005年、CX）- 江畑絹代の息子 役
- 官僚たちの夏（2009年、TBS）
- 金曜プレステージ『検事・霞夕子3・年一回の訪問者』（2012年、CX）
- 赤川次郎原作 毒<ポイズン> 第6話（2012年、YTV）- I&YOU Entertainment社長 役
- MONSTERS (テレビドラマ) 第8話（2012年、TBS）‐ 小田切龍三 役
- ガリレオ (テレビドラマ)（2013年）- 小笠原医師 役
- ラストホープ（2013年、CX）- 石橋啓二 役
- レディ・ジョーカー（2013年、WOWOW）- 高橋 役
- なるようになるさ。（2013年、TBS）- 大月忠 役
- 月曜ゴールデン『刑事シュート しゅうと&ムコの事件日誌4』（2013年4月1日、TBS）- 先崎浩市 役
- スペシャルドラマ『こうのとりのゆりかご〜「赤ちゃんポスト」の6年間と救われた92の命の未来〜』（2013年11月25日、TBS）- 今田孝志 役
- TEAM -警視庁特別犯罪捜査本部- 第8話（2014年6月4日、EX）- 佐藤和彦 役
- 水曜ミステリー9『みちのく麺食い記者 宮沢賢一郎3』（2014年7月30日、TX）- 佐藤明正 役
- 深夜食堂 第3部 第8話「きんぴらごぼう」（2014年12月8日、MBS）- 篠崎 役
- Chef〜三ツ星の給食〜 第2話（2016年10月20日、CX）- 町田頭取 役
- 犯罪症候群 Season1（2017年4月 - 5月、THK）- 浜村明彦 役

### バラエティ番組ほか
- スーパージョッキー（NTV）
- ギミア・ぶれいく（TBS、『たけしの使える日本語』の司会を務めた）
- 中村雅俊・芹澤信雄のゴルフ熱中塾（TX）
- 芹澤信雄&東尾理子のゴルフショウダウン（TX）
- Woming2・ケケッテバッタ大作戦（SDT、静岡ローカル）
- 石川遼スペシャル RESPECT 〜ゴルフを愛する人々へ〜（TX）
- たけしの等々力ベース（BSフジ、第26・98回ゲスト出演）
- Good Golf Good Luck!（GYT）
- TEAM SERIZAWA（ゴルフネットワーク） 実弟・信雄門下生のプロゴルファーによるテレビマッチ、自らは進行を担当

### 映画・ビデオ
- その男、凶暴につき（1989年）- 刑事 役
- 3-4X10月（1990年）- マコト 役
- あの夏、いちばん静かな海。（1991年）- 清掃会社の上司 役
- 芝の貴婦人（1992年）
- 武闘派刑事 銀座警察（1994年）
- みんな〜やってるか!（1995年）- 社長風の男 役
- 渡世無頼（1995年）
- 闇ゴルファー2黄金のパター（1995年）- 水原伸輔 役
- 日本暴力地帯 三（2012年）- 敵対組織の若頭 役

### CM
- ゴルフプランナー
- 藤沢薬品（現・第一三共ヘルスケア）「ピロエースW」

## ゲーム
- 芹沢信雄のバーディトライ（1992年）